# ディマジオ
ディマジオ（英：DiMarzio）は、ギターやベース用部品であるピックアップを主に製造するメーカー。
エレクトリックギター用ピックアップメーカーとしては最大規模のメーカーである。

## 概要
ビル・ローレンス、セイモア・ダンカンなどと並び、メーカー純正のピックアップを取り替えて新たな音質を得るリプレイスメント・ピックアップメーカーのさきがけである。ミュージシャンらの要望を受けてギターピックアップの開発を行っている。
創業者はラリー・ディマジオ。本社はアメリカ合衆国ニューヨーク。

2020年現在、日本国内の正規代理店は星野楽器販売(株）。

## 歴史
会社設立は1975年だが、1970年代からラリー・ディマジオ自身の手による試作ピックアップ数点をNAMMショーの即席ブースで出展した所、好評を博しメーカーとしての地歩を固める。そのNAMMショー出展時の際に発表したピックアップの中の一つである「スーパーディストーション（Super Distortion）」と呼ばれる高出力タイプのハムバッカーは、派手なディストーションサウンドが得られるピックアップとして、ハードロック全盛のアメリカでキッスのエース・フレーリーらのミュージシャンに広く受け入れられた。
同社はその後、数多くのミュージシャンやメーカーと共同開発を行っている。スティーヴ・ヴァイのために作製したピックアップ「Evolution」や、イングヴェイ・マルムスティーンとの共同開発の「YJM（現名 HS-4）」、ストラトキャスターモデルのピックアップをローノイズで再現した「HS-2」や「HS-3」、ギブソン社のP-90にハウリング対策を施したモデルが有名。メーカーのピックアップ製造の下請けも行っており、BCリッチやアイバニーズ、パーカーギターズ、サドウスキー、マルキオーネ、サー初期などのメーカーのピックアップ製造もしている。また後発のメーカーに比して安価であることも人気を後押ししている。
また、現在セイモア・ダンカンやフェンダー、トム・アンダーソンなどで幅広く採用されているスタックド・シングルコイルはディマジオが開発したものである。

## 使用する主なミュージシャン
- アール・スリック
- アル・ディ・メオラ
- アンディ・ティモンズ
- イアン・マッケイ
- ヴィニー・ムーア
- エイドリアン・スミス
- エース・フレーリー
- エドワード・ヴァン・ヘイレン（契約切れのため現在は使用していない）
- カート・コバーン
- キコ・ルーレイロ
- クリス・ブロデリック
- クリストファー・アモット
- グレッグ・ハウ
- サニー・ランドレス
- サム・トットマン
- ジェイク・ボーウェン
- ジェイソン・ベッカー
- ジェイムズ・ロメンゾ
- ジェフ・スティンコ
- ジェリー・ガルシア
- ジョー・サトリアーニ
- ジョン5
- ジョン・ペトルーシ
- スティーヴ・ヴァイ
- スティーヴ・モーズ
- スティーヴ・ルカサー
- チャック・シュルディナー
- ティム・ヘンソン
- テレンス・ホッブス
- トシン・アバシ
- トム・ショルツ
- ニタ・ストラウス
- バケットヘッド
- ハビエル・レイエス
- ハーマン・リ
- ビリー・コーガン
- フィル・コリン
- フランク・ザッパ
- フランク・マリノ
- ペイジ・ハミルトン
- ポール・ギルバート
- ビリー・シーン
- マイケル・アンジェロ
- マーク・モートン
- ランディ・ローズ
- リッチー・コッツェン
- ロブ・カギアーノ
- ロン・サール